# Hetacillin
Hetacillin là một loại kháng sinh beta-lactam thuộc họ aminopenicillin. Nó là một tiền chất và nó không có hoạt tính kháng khuẩn, nhưng nhanh chóng phân tách acetone trong cơ thể người để tạo thành ampicillin, hoạt động chống lại nhiều loại vi khuẩn.

## Cách dùng
Hetacillin có thể dùng đường uống. Các kali muối, kali hetacillin, được quản lý bởi tiêm, hoặc tiêm tĩnh mạch hoặc tiêm bắp. Nó được bán dưới tên thương mại Hetacin cho vú tiêm trong dùng trong thú y.
Hetacillin đã được loại bỏ khỏi thị trường để sử dụng cho con người khi phát hiện ra rằng nó thực sự bị cắt trong đường tiêu hóa thành formaldehyd và không có lợi thế hơn ampicillin. 

## Hóa học
Hetacillin được điều chế từ ampicillin và acetone. Trong dung dịch nước, nó không ổn định, với chu kỳ bán rã từ 15 đến 30 phút ở 37 °C (99 °F) và pH 7, nhanh chóng phát hành lại acetone.
Trái ngược với ampicillin, hetacillin chỉ bị phá vỡ nhẹ bởi enzyme vi khuẩn beta-lactamase, ít nhất là trong ống nghiệm.